# Giovanni Minello
Giovanni Minello (citato anche come Minelli o Minelli de’ Bardi) (Padova, 1440 circa – Padova, 1528) è stato uno scultore italiano.

## Biografia
Era figlio del maestro lapicida Antonio, nacque a Padova intorno al 1440. Si ritiene che si sia formato presso la bottega di Pietro Lombardo, perché è menzionato per la prima volta in un documento del 27 luglio 1467, relativo ad una vertenza per il mancato pagamento da parte del Lombardo di alcuni lavori fatti dal Minello.
Il primo lavoro documentato risale al 1471, quando ricevette l'incarico di costruire la cappella della famiglia Leoni nella chiesa di San Bernardino, ora distrutta.
Nel 1472 eseguì il suo primo intervento nella basilica di Sant'Antonio di Padova e ristrutturò l'altare ed i gradini della cappella di Santa Maria del Pilastro. Nel 1476 fu chiamato a valutare, assieme ai lapicidi Liberale e Giuliano, le sculture di Bartolomeo Bellano per il Monumento sepolcrale a Raimondo Solimani, già nella chiesa degli Eremitani, dimostrando così di aver raggiunto una posizione di prestigio nell'ambiente artistico padovano.